# 七尾市公設地方卸売市場
七尾市公設地方卸売市場（ななおしこうせつちほうおろしうりしじょう）は、石川県七尾市大田町に位置する地方卸売市場である。
能登半島で唯一の総合卸売市場である。

## 概要
1985年（昭和60年）、府中町に位置していた卸売市場を大田町に移転して開設した。七尾市場管理株式会社が指定管理者であり、市場運営協議会が運営に関与している。

## 歴史
- 1985年（昭和60年）10月28日：市場開設。
- 1985年（昭和60年）11月1日0：業務開始。
- 1986年（昭和61年）5月16日0：指定野菜価格安定事業の対象市場に適用。
- 2024年（令和06年）01月1日0：令和6年能登半島地震が発生。断水、敷地内の一部で地盤が陥没するなどの被害[1]。

## 卸売業者
青果部と水産物部があり、それぞれ卸売業者を一社ずつ委託している。
- 青果部　：丸果七尾青果株式会社
- 水産物部：七尾魚市場株式会社

## 交通アクセス
自動車
- 能越自動車道七尾城山インターチェンジより5分。

鉄道
- 西日本旅客鉄道（JR西日本）七尾線「七尾駅」下車、車で10分。

バス
- 北鉄能登バス脇線・崎山循環線「卸売センター市場前」下車、徒歩5分。

## 周辺施設
- 林ベニヤ七尾工場
- 七尾大田火力発電所